# Trischizolagus dumitrescuae
Espèce
Trischizolagus dumitrescuae est une espèce fossile de mammifères lagomorphes de la famille des Leporidae qui vivait à l'époque du Pliocène inférieur .

## Distribution et époque
Ce lagomorphe a été découvert en Chine et en Roumanie. Il vivait à l'époque du Pliocène inférieur.

## Classification
Cette espèce a été décrite pour la première fois en 1967 par les naturalistes Constantin Rădulescu et Petre Mihai Samson (d),.
Trischizolagus dumitrescuae est l'espèce type du genre Trischizolagus.

### Publication originale
- (de) C. Radulesco et P. Samson, « Contributions à la connaissance du complexe faunique de Malusteni-Beresti (Pléistocène inférieur), Roumanie. I. Ord. Lagomorpha, Fam. Leporidae ». Neues Jahrb Geol Paläont, Abh, 1967, vol. 9, p. 544-563 (consulté le 22 octobre 2013).